# Chaleponcus sataraensis
Chaleponcus sataraensis är en mångfotingart som beskrevs av Kraus 1966. Chaleponcus sataraensis ingår i släktet Chaleponcus och familjen Odontopygidae. Inga underarter finns listade i Catalogue of Life.